# De Baard en de Kale tegen de witte hand
De Baard en de Kale tegen de witte hand is het vierde stripverhaal uit de reeks Baard en Kale. Het werd voor het eerst uitgegeven in 1956.

## Het verhaal
Na hun vakantie in Marokko zijn Baard en Kale aan boord van een schip op weg naar huis. In een reddingsloep vinden ze een geboeide man die ze bevrijden en naar hun kajuit nemen. Ze gaan naar het restaurant van het schip om de verstekeling terug op krachten te laten komen maar bij hun terugkeer vinden ze een andere man in hun kajuit, geboeid op een stoel. Ze worden betrapt door de kapitein en een paar matrozen en opgesloten.
Daags daarna komt de politie hen aan boord oppikken. Maar in werkelijkheid zijn de agenten misdadigers die werken voor de bende van de witte hand. Baard en Kale worden meegevoerd naar een geheime schuilplaats op een eiland, waar ze kennismaken met meneer Stomp, die aan het hoofd staat van de  witte hand. Blijkbaar worden ze verward met Muller en Xanopoulos, twee drugssmokkelaars waarmee Stomp nog een eitje te pellen heeft. Baard en Kale kunnen ontsnappen aan boord van een klaarstaand vliegtuig; de bemanning hebben ze wijsgemaakt dat de politie op het eiland is binnengevallen.
Het vliegtuig krijgt pech onderweg en maakt een noodlanding op een eiland, waar Aziatische piraten de plak zwaaien. Deze piraten werken samen met de witte hand en ze vangen de bemanning van het vliegtuig op. De witte hand wordt verwittigd en de bende stuurt een onderzeeër om de bemanning te gaan oppikken. Daar worden Baard en Kale ontmaskerd en gevangengenomen. 's Nachts worden Baard en Kale bevrijd door de man die ze in de reddingsloep hebben gevonden aan het begin van het verhaal. Het blijkt de echte Xanopoulos te zijn.
Ondertussen zijn de piraten aan het onderhandelen met de kapitein van de duikboot. Ze willen Baard en Kale pas overleveren aan de witte hand in ruil voor extra wapens en materiaal. Als de duikbootkapitein weigert, wordt hij gevangengenomen en zijn bemanning wordt aangevallen. In de verwarring slagen Baard, Kale en Xanopoulos erin om aan boord van de duikboot te geraken en te ontsnappen. Onderweg botsen ze op een Amerikaans oorlogsschip die het symbool van de witte hand op de duikboot ziet en hen tot stoppen dwingt. Xanopoulos wordt gearresteerd en Baard en Kale krijgen een vliegtuigticket naar Amerika.
In een hotel in San Francisco worden ze door politiemannen in burger gevraagd om mee te komen naar het commissariaat. Weer zijn het mannen van de witte hand die hen ontvoeren naar een afgelegen buitenverblijf. Baard en Kale ontsnappen en rijden met een wagen de woestijn in. Ze verbergen zich in een militair kamp en houden zich schuil tot de ochtend.
Ze ontwaken echter bruusk als blijkt dat ze aan boord van een raket zijn die richting maan wordt afgeschoten. Met behulp van enkele instructies van de wetenschappers op aarde, weten ze te landen op de oceaan. Daar worden ze bevrijd door matrozen van een schip, waarvan de kapitein niemand minder is dan meneer Stomp.   De Amerikaanse marine heeft ondertussen een oorlogsschip gestuurd naar de plek waar de raket is geland en stuurt enkele soldaten aan boord van het schip van Stomp. Baard en Kale weten de aandacht te trekken door vuurpijlen en worden bevrijd door de Amerikaanse soldaten. Stomp weet echter op het nippertje aan boord van een helikopter te ontsnappen.